# Tapezco
Tapezco è un distretto della Costa Rica facente parte del cantone di Alfaro Ruiz, nella provincia di Alajuela.

## Sport
Nella città ha sede l'Asociación Deportiva Zarcero, club calcistico fondato nel 1998, che nel 2003 ha giocato per la prima volta nella sua storia nella seconda divisione costaricana.